# Фрідріх Конрад Байльштайн
Фридрих Конрад Байльштайн (нім. Friedrich Konrad Beilstein; народився 17 лютого 1838 року Санкт-Петербург — помер 18 жовтня 1906 року, Санкт-Петербург) — німецький хімік в Російській імперії, перший видавець широко відомого довідника з органічної хімії («Довідник Байльштайна»); академік (1896).

## Біографія
Фридрих Конрад Байльштайн народився в Санкт-Петербурзі першим із семи братів і сестер у сім'ї купця і кравця Карла Фридриха Байльштайна (Karl Friedrich Beilstein) (1809—1865) та його дружини Катарини Маргарет, уродженої Руч (1818—18. Дід Байльштайна переселився до Російської імперії з Дармштадта (нині земля Гессен).
Першу освіту отримав у Головному німецькому училищі при лютеранській церкві Святого Петра Петрішулі), де закінчив навчання в 1852 році та продовжив наукові досягнення в Гейдельберзькому університеті, де в 1853—1854 і 1856 вивчав хімію під керівництвом Р. В. Бунзе. У 1855 слухав лекції Ю. Лібіха в Мюнхенському університеті, а в 1856, працюючи у професора Ф. Жоллі, опублікував першу свою роботу про дифузію рідин, що дала йому ще у вісімнадцятирічному віці визнання у вченому світі.
У 1857—1858 роках активно вивчав хімію під керівництвом Ф. Велера в Геттінгенському університеті, де вже в лютому 1858 року захистив дисертацію «Про мурексид» та отримав ступінь доктора філософії. З 1858 по 1859 роки удосконалював знання у Вищій медичній школі Сорбонни в Парижі у Ш. А. Вюрца та Ш. Фріделя. В 1859 Байльштайн працював в університеті Бреслау, в 1860—1866 — в Геттінгенському університеті (з 1865 — екстраординарний професор). Також зробив вклад в журналістику, ставши редактором журналу «Zeitschrift für anorganische und allgemeine Chemie».
У 1865 році був запрошений до Петербурзького технологічного інституту; з 1866 року очолював у інституті хімічну лабораторію. У 1866 році на запрошення А. М. Бутлерова зайняв професорську кафедру в Петербурзькому університеті. Також читав лекції з хімії у Миколаївській інженерній академії. У 1876 році став лауреатом Ломоносівської премії. З 3 грудня 1883 — член-кореспондент, а з 13 грудня 1886 — академік Петербурзької Академії наук.
У 1867 році Байльштайн прийняв російське підданство. Ніколи не був одружений, проте мав позашлюбну доньку Олександру (нар. 7 липня 1884). Її мати — Ольга Нельговська, дочка дійсного статського радника. Байльштайн офіційно удочерив Олександру і передав їй прізвище та привілеї. Олександра Байльштайн була одружена з київським підприємцем та кіннозаводчиком Л. П. Родзянком, двоюрідним братом М. Родзянка.
Крім наукової роботи серйозно захоплювався музикою, був гарним піаністом, зібрав чудову нотну бібліотеку. Президент Петербурзького товариства любителів камерної музики, учасник музичних вечорів, які організовував відомий меценат М. П. Бєляєв. Багато подорожував Росією та Європою.
Помер Фридрих Байльштайн від інсульту 18 жовтня 1906 року в Санкт-Петербурзі у своїй квартирі на Василівському острові, яку йому надала Академія наук, і був похований на Волківському лютеранському цвинтарі.

## Наукові роботи

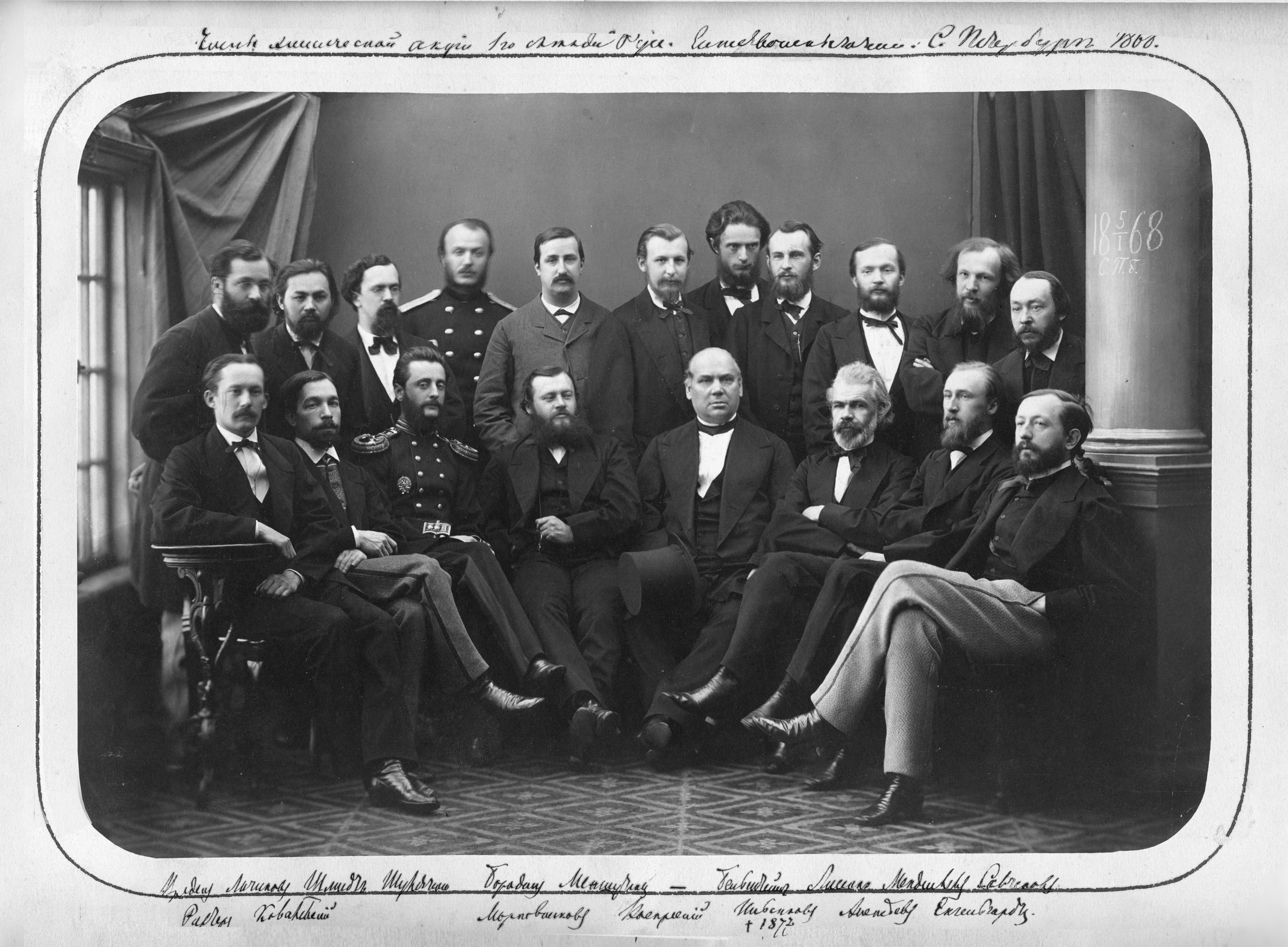
Засновники Російського хімічного товариства (1868).
Ф. Бейльштйан стоїть четвертим праворуч

Основною галуззю досліджень Байльштайна була органічна хімія, насамперед хімія ароматичних сполук.
Ще одним важливим вкладом стало спростування в 1864 році припущення Г. Кольбе про існування ізомеру бензойної кислоти, так званої салилової кислоти. Ця робота послужила одним із основних доказів неможливості існування більше одного однозаміщеного бензолу, що значно сприяло зміцненню «осциляційної» теорії будови ароматичних сполук А. Кекуле.
Протягом 1866 працюючи разом з А. Курбатовим, встановив правило хлорування ароматичних сполук: при нагріванні — в бічному ланцюці, на холоді — в ядрі. Цього ж року було сформулюване правило Байльштайна: якщо обидва замісника в ароматичному кільці належать одному й тому типу, то переважний напрям заміщення визначається тим із них, вплив якого сильніше. Зміг синтезував орто- та мета-толуїдини (1870—1871), орто-нітрокоричну, ортонітробензойну та антранілову кислоти (1872).
В 1872 запропонував високочутливу реакцію відкриття галогенів в органічних сполуках прожарюванням їх на мідному дроті в полум'ї газового пальника (т. зв. проба Байльштайна).

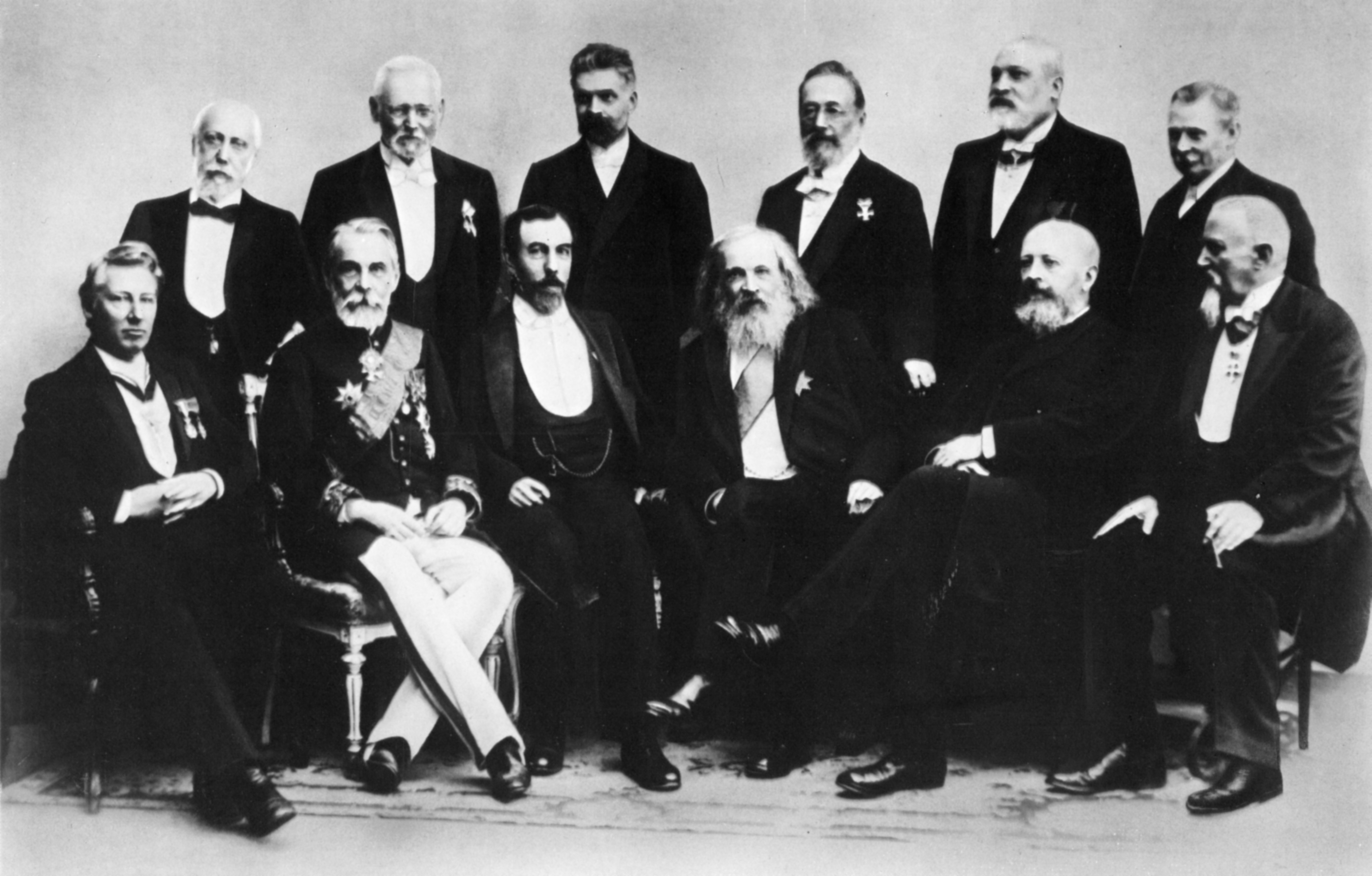
200-й ювілей Берлінської Академії (1900). Зліва праворуч стоять: А. Ланденбург, З. Йоргенсон, Еге. Гельда, Г. Ландольт, До. Вінклер, Т. Торпе, — сидять: Я. Вант-Гофф, Ф. Ф. Байльштайн, У. Рамзай, Д. І. Менделєєв, О. Байєр, А. Коса

Однією з головних робіт Байльштайна стало дослідження нафти, яку видобували на Кавказі. Вона показала, що кавказька нафта суттєво відрізняється за складом від американської: містить багато гідрогенізованих ароматичних вуглеводнів, тоді як американська нафта містить переважно насичені вуглеводні. Байльштайном виконано також чимало робіт з аналітичної хімії, особливо щодо застосування електролізу до кількісного відділення металів один від одного. Автор «Посібника до якісного хімічного аналізу» (1867), який витримав безліч видань.
Активне життя та товариський характер Байльштайна в поєднанні з блискучім знанням іноземних мов сприяли міжнародним контактам. Ще під час свого навчання в Гейдельберзі, Мюнхені та Геттінгені, зміг познайомитися з багатьма хіміками із західноєвропейських країн. Йому вдалося досить тісно потоваришувати з Августом Кекуле, Емілем Ерленмейєром, Лотаром Майєром, Адольфом Баєром, Станіслао Канніццаро, Шарлем Фріделем та іншими. Відносини з ними він потім активно підтримував.
Байльштайн був членом багатьох російських та зарубіжних наукових товариств і був відзначений багатьма нагородами. Своє найперше визнання він отримав у 1862 році, коли був обраний членом-кореспондентом Горигорецької землеробської академії. Через два роки був обраний асесором Королівського наукового товариства в Геттінгені.
Байльштайн був одним із засновників Російського хімічного товариства, заснованого в 1868 році в Санкт-Петербурзі. Разом з іншими російськими хіміками він працював над упорядкуванням статуту товариства. На перших зборах товариства 26 жовтня 1868 кандидатура Байльштайна була запропонована на посаду голови, однак обраний був М. М. Зінін, який до 1878 залишався незмінним його головою. Байльштайн був активним членом товариства та публікував свої роботи в «Журналі Російського хімічного товариства».
Байльштайн у 1867 році став членом Імператорського Технічного товариства. Довгий час він був головою цього товариства, а 1888 був обраний його почесним членом.
Став членом Геттінгенського Королівського наукового товариства — 1880, Член-кореспондент Прусської Академії наук у Берліні — 1888, почесний член Лондонського — 1883 і Німецького — 1897 хімічних товариств Королівської Академії в Упсалі — 1899, Фізичного товариства у Франкфурті-на-Майні — 1896, Паризького — 1879 та Філадельфійського — 1893 медичних товариств та ін.

## Довідник з органічної хімії
У Геттінгені Байльштайн почав збирати систематичні відомості про всі відомі на той час органічні сполуки, що, зрештою, зробило його засновником і першим редактором багатотомного «Довідника з органічної хімії» («Handbuch der organischen Chemie»).
Перше видання довідника відбулося німецькою мовою, підготовлене самим Байльштайном, коли він був професором Петербурзького технологічного інституту, з'явилося в Лейпцигу в 1881 в двох томах: на 2200 сторінках воно містило інформацію про 1500 сполук. Довідник Байльштайна був високо оцінений хіміками як у Росії, так і в Європі, ставши настільною книжкою кожного хіміка. У розмовній промові довідник часто називають просто «Байльштайн».
Друге видання почало видаватися в 1886 року, включало три томи більшого розміру, ніж перше. Третє видання було розпочато у 1893 році у вигляді чотирьох громіздких томів (74 тис. органічних сполук на 6844 сторінках). Воно було закінчено в 1899, пізніше доповнено п'ятьма томами додатків, підготовленими редакцією Німецького хімічного товариства, якому Байльштайн передав права на видання.
Довідник продовжував видаватись і після смерті Байльштайна; згодом для його видання у Франкфурті-на-Майні 1951 року Товариством Макса Планка було створено спеціальний «Інститут Байльштайна з літератури органічної хімії». У 1999 році інститут був перейменований в Інститут Байльштайна для подальшого сприяння розвитку хімічних наук.
Четверте, останнє видання довідника, яке друкувалося з 1918 до 1998 року, включає 503 томи (понад 440 тисяч сторінок). Довідник складається з основної серії (31 том, 1918—1940), що включає відомості про 144 тис. з'єднань і охоплює літературу по 1910 рік, та шести додаткових (німецькою та англійською мовами).
В наші часи довідник є електронною базою даних, права на яку належать компанії Elsevier.

## Обрання до Академії наук
5 березня 1882 року Загальні збори Академії не затвердили обрання Байльштайна, заблокувавши з рахунком 17 — «за» і 10 — «проти», йому не вистачило одного голосу. В 1883 Байльштайн був обраний членом-кореспондентом, і тільки в жовтні 1886, після смерті Бутлерова, він став ординарним академіком.

## Цікаві факти
- На згадку про засновників відомих довідників у галузі хімії — Фрідріха Байльштайна[4] та Леопольда Гмеліна Німецьке хімічне товариство з 1954 року щорічно вручає пам'ятну медаль Гмеліна-Байльштайна за особливі заслуги в історії хімії, хімічної літератури.
- Прізвище Байльштайна та його довідник стають ключем до розкриття злочину в оповіданні американського фантаста та популяризатора науки Айзека Азімова «Що в імені? » .